# Pailin
Pailin là một tỉnh của Campuchia nằm phía tây đất nước, giáp giới với hai tỉnh Chanthaburi và Trat của Thái Lan. Tỉnh có diện tích 803 km², dân số năm 1998 là 22.906 người. Pailin từng là một trung tâm hậu cần và căn cứ của Khmer Đỏ. Khu vực xung quanh giàu mỏ đá quý và đã bị khai thác đến cạn kiệt để cung cấp cho chế độ Khmer Đỏ. Khi đến đây, du khách có thể mua đá quý loại rẻ tiền, chất lượng thấp ở chợ trung tâm Pailin, vùng đất này còn được gọi là Cẩm Bài trong lịch sử Việt Nam thời kỳ nhà Nguyễn.
Trước năm 2001, Pailin là một phần của tỉnh Battambang nhưng sau đó được nâng cấp lên thành Thành phố trực thuộc trung ương ngang cấp tỉnh. Ngày 22/12/2008, Sắc lệnh Hoàng gia được ban hành bởi quốc vương Norodom Sihamoni điều chuyển các thành phố trực thuộc trung ương Kep , Pailin và Sihanoukville thành các tỉnh, cũng như điều chỉnh biên giới của một số tỉnh.
Pailin tọa lạc tại khu vực bị khai khoáng nặng nề nhất thế giới. Khách lữ hành thường được lưu ý cẩn thận bằng các biển báo trên đường đi. Các hoạt động dò phá bom mìn ở tỉnh này bởi người nước ngoài là cơ hội hiếm hoi cho cư dân ở đây được thấy người nước ngoài. Công dân tỉnh này chấp nhận các loại tiền như baht, riel và đô la Mỹ; họ ưa thích đô la Mỹ.
Tỉnh Pailin chia thành hai quận:
- 2401 Pailin (ប៉ៃលិន)
- 2402 Sala Krau (សាលាក្រៅ)